# にしんの山椒漬け
にしんの山椒漬け（にしんのさんしょうづけ）は、福島県会津地方の郷土料理。
江戸時代には、北海道で獲れたニシンを身欠きニシンに加工して日本全国に流通するようになった。会津地方に運ばれてきた身欠きニシンは、保存がきくこととタンパク源になるという理由から重宝されるようになり、いくつものニシン料理が創作された。
にしんの山椒漬けもそういった料理の1つであり、身欠きニシンに山椒の葉をかぶせ（または山椒の若芽）、醤油や酢、酒で漬け込んで味付けをした料理である。身欠きニシンには特有の臭みがあるため、山椒によって臭みを消すと共に風味を豊かにするために組み合わされたものと考えられている。
会津本郷焼で作られた身欠きニシンの大きさに合わせた長方形の山椒漬け専用の陶器はにしん鉢と呼ばれている。

## 時期
北海道で身欠きニシンの加工が行われるのが2月頃で、それが北前船で新潟に運ばれ、そこから会津に運ばれてきて出回り始めるのが春。それ以降、山椒が採れる初夏までの間に作られることが多い。